# Phanotea margarita
Phanotea margarita là một loài nhện trong họ Zoropsidae.
Loài này thuộc chi Phanotea. Phanotea margarita được Charles E. Griswold miêu tả năm 1994.